# Prati di Tivo
Le Prati di Tivo est un hameau italien de Pietracamela, situé au nord du massif du Gran Sasso. Le lieu est réputé pour ses pistes de ski.

## Géographie
La ville s'étend sur 92 km2.

## Démographie
Le recensement de 2023 compte 295 habitants dans la ville, pour une densité de population d'environ 3,2 habitants par km2.

## Tourisme
Comme beaucoup de villages de montagne, le tourisme est la source la plus importante de revenue pour la communauté. Ainsi, les pistes de ski, les chemins d'alpinisme, les sentiers battus sont bien entretenus et les lieux d'hébergement sont nombreux. Avec le Prato Selva (it), le Prati di Tivo constitue la principale station de ski du Gran Sasso.

### Ski
En hiver, le village est apprécié pour ses installations de ski, comprenant plusieurs pistes de ski alpin et les remontées mécaniques correspondantes :
- La Madonnina : télésiège monoplace en service depuis les années 1950 jusqu'à l'été 2008, remplacé par un système composé d'un télésiège quatre places et d'une télécabine débrayable huit places avec une capacité horaire de 1 800 personnes sur un dénivelé de 600 mètres[3].

- Prati di Tivo : télésiège quatre places à attaches fixes de 450 mètres de long, avec une capacité de 2 185 personnes par heure, jusqu'à une altitude de 1. 550 mètres, sur un dénivelé de 110 mètres[3].

- Pilone di mezzo : télésiège biplace à pinces fixes, d'une longueur de 910 mètres, d'une capacité de 1 198 personnes par heure jusqu'à une altitude de 1 810 mètres, sur un dénivelé de 320 mètres[3].

- Jolly - téléski double, d'une longueur de 293 mètres, d'une capacité de 720 personnes par heure jusqu'à une altitude de 1 440 mètres, sur un dénivelé de 45 mètres[3].

### Cyclisme
À deux reprises dans l'histoire du Tour d'Italie, une des courses cyclistes les plus prestigieuses, une étape s'est conclue par une arrivée au sommet à Prati di Tivo.
| Course                 | Date               | Itinéraire              | Vainqueur          |
| ---------------------- | ------------------ | ----------------------- | ------------------ |
| Tour d'Italie 1975     | 19 mai (3e étape)  | Ancône ⇒ Prati di Tivo  | Giovanni Battaglin |
| Tirreno-Adriatico 2021 | 13 mars (4e étape) | Terni ⇒ Prati di Tivo   | Tadej Pogačar      |
| Tour d'Italie 2024     | 11 mai (8e étape)  | Spolète ⇒ Prati di Tivo | Tadej Pogačar      |